# Максиміліан Гефлер
Максиміліан Гефлер (нім. Maximilian Hevler; 28 липня 1881, Прага — 13 травня 1962, Відень) — австро-угорський, австрійський і німецький офіцер, генерал-інтендант.

## Біографія
18 серпня 1903 року вступив у 11-й піхотний полк. 1 травня 1910 року переведений у 58-й піхотний полк. З 1 жовтня 1911 по 31 липня 1913 року проходив курс військового інтенданта у Відні. З 1 серпня 1913 року — інтендант 8-го корпусу. Учасник Першої світової війни. 28 липня 1914 року переведений у штаб корпусу. З 22 грудня 1917 року — інтендант 1-го вищого армійського командування. 11 листопада 1918 року переведений у Військове міністерство. З 1 березня 1919 року — консультант державного відділу оборони, потім — Федерального міністерства оборони. З 1 січня 1929 року — начальник інтендантури 2-ї бригади. 1 серпня 1930 року повернувся в Федеральне міністерство оборони.
Після аншлюсу 15 березня 1938 року автоматично перейшов у вермахт. З 1 квітня — офіцер для особливих доручень. З 1 липня — у відділ 4-а штабу 5-го армійського командування. 31 жовтня вийшов у відставку.

## Звання
- Лейтенант (18 серпня 1903)
- Обер-лейтенант (1 травня 1909)
- Військовий унтер-інтендант (1 серпня 1914)
- Інтендант (1 січня 1920)
- Оберінтендант 2-го класу (13 червня 1921)
- Титулярний оберінтендант 1-го класу (1 червня 1924)
- Оберінтендант 1-го класу (25 вересня 1934)
- Генерал-інтендант (1 січня 1936)

## Нагороди
- Ювілейний хрест
- Медаль «За військові заслуги» (Австро-Угорщина)
  - бронзова з мечами
  - срібна
- Почесний знак Австрійського Червоного Хреста 2-го класу з військовою відзнакою
- Орден Франца Йосифа, лицарський хрест з військовою відзнакою і мечами
- Пам'ятна військова медаль (Австрія) з мечами
- Орден Заслуг (Австрія), лицарський хрест 1-го класу
- Хрест «За вислугу років» (Австрія) 2-го класу для офіцерів (25 років)
- Почесний хрест ветерана війни з мечами